# Leopoldo García Durán
Leopoldo García-Durán y Parages (As Neves, província de Pontevedra, 15 de novembre de 1882 - Madrid, 3 d'agost de 1966) fou un advocat, dirigent esportiu i polític gallec, diputat a les Corts Espanyoles durant la restauració borbònica.

## Biografia
Era vescomte consort de Matamala per casament amb la comtessa María del Carmen de Marichalar y Bruguera. Estudià batxillerat als Escolapis de Celanova i es va llicenciar en dret a la Universitat Central de Madrid. Va treballar al bufet del Comtede Bugallal i fou nomenat fiscal de l'Audiència de Madrid.
Formava part del Consell d'Administració de Ferrocarriles Estratégicos y Secundarios d'Alacant. Membre del Partit Conservador, fou elegit diputat pel districte d'Alacant a les eleccions generals espanyoles de 1914 per encàrrec de José Sánchez Guerra y Martínez. Posteriorment fou diputat pel districte d'O Carballiño (província d'Ourense) a les eleccions de 1916, 1918, 1919, 1920 i 1923.
El 4 d'abril de 1922 fou nomenat director general de presons, càrrec en el qual es va mantenir fins a l'11 de desembre d'aquell any.
Afeccionat al futbol, va participar en la fundació del Reial Madrid, equip en el qual va jugar com a mig-campista de 1902 a 1909 i va marcar dos gols en les temporades 1902-1903 i 1904-1905. També fou president de la Reial Federació Espanyola de Futbol de 1931 a 1936.